# Dorchester Town FC
Dorchester Town FC (celým názvem: Dorchester Town Football Club) je anglický fotbalový klub, který sídlí ve městě Dorchester v nemetropolitním hrabství Dorset. Založen byl v roce 1880. Od sezóny 2018/19 hraje v Southern Football League Premier Division South (7. nejvyšší soutěž). Klubové barvy jsou černá a bílá.
Své domácí zápasy odehrává na The Avenue Stadium s kapacitou 5 229 diváků.

## Získané trofeje
- Dorset Senior Cup ( 12× )
  - 1950/51, 1960/61, 1967/68, 1968/69, 1971/72, 1993/94, 1995/96, 2000/01, 2002/03, 2006/07, 2010/11, 2011/12

## Úspěchy v domácích pohárech
Zdroj: 
- FA Cup
  - 2. kolo: 1954/55, 1957/58, 1981/82
- FA Trophy
  - 3. kolo: 1971/72, 1996/97, 2003/04

## Umístění v jednotlivých sezonách
Stručný přehled
Zdroj: 
- 1947–1950: Western Football League (Division Two)
- 1950–1960: Western Football League (Division One)
- 1960–1972: Western Football League
- 1972–1978: Southern Football League (Division One South)
- 1978–1979: Southern Football League (Premier Division)
- 1979–1982: Southern Football League (Southern Division)
- 1982–1984: Southern Football League (Premier Division)
- 1984–1987: Southern Football League (Southern Division)
- 1987–2001: Southern Football League (Premier Division)
- 2001–2003: Southern Football League (Eastern Division)
- 2003–2004: Southern Football League (Premier Division)
- 2004–2014: Conference South
- 2014–2018: Southern Football League (Premier Division)
- 2018–2020: Southern Football League (Premier Division South)

Jednotlivé ročníky
Zdroj: 
Legenda: Z - zápasy, V - výhry, R - remízy, P - porážky, VG - vstřelené góly, OG - obdržené góly, +/- - rozdíl skóre, B - body, červené podbarvení - sestup, zelené podbarvení - postup, fialové podbarvení - reorganizace, změna skupiny či soutěže
| Sezóny  | Liga                                              | Úroveň | Z  | V  | R  | P  | VG | OG | +/- | B  | Pozice |
| ------- | ------------------------------------------------- | ------ | -- | -- | -- | -- | -- | -- | --- | -- | ------ |
| 2009/10 | Conference South                                  | 6      | 42 | 13 | 9  | 20 | 56 | 74 | -18 | 48 | 17.    |
| 2010/11 | Conference South                                  | 6      | 42 | 10 | 14 | 18 | 49 | 59 | -10 | 44 | 17.    |
| 2011/12 | Conference South                                  | 6      | 42 | 16 | 8  | 18 | 58 | 65 | -7  | 56 | 11.    |
| 2012/13 | Conference South                                  | 6      | 42 | 19 | 8  | 15 | 59 | 62 | -3  | 65 | 8.     |
| 2013/14 | Conference South                                  | 6      | 42 | 8  | 7  | 27 | 33 | 94 | -61 | 31 | 22.    |
| 2014/15 | Southern Football League (Premier Division)       | 7      | 44 | 14 | 8  | 22 | 63 | 74 | -11 | 50 | 17.    |
| 2015/16 | Southern Football League (Premier Division)       | 7      | 46 | 18 | 8  | 20 | 67 | 69 | -2  | 62 | 13.    |
| 2016/17 | Southern Football League (Premier Division)       | 7      | 46 | 12 | 12 | 22 | 52 | 80 | -28 | 48 | 18.    |
| 2017/18 | Southern Football League (Premier Division)       | 7      | 46 | 13 | 12 | 21 | 62 | 83 | -21 | 51 | 19.    |
| 2018/19 | Southern Football League (Premier Division South) | 7      | 42 | 14 | 10 | 18 | 67 | 75 | -8  | 52 | 15.    |
| 2019/20 | Southern Football League (Premier Division South) | 7      | 32 | 4  | 6  | 22 | 36 | 81 | -45 | 18 | 22.    |